# RM-333
La RM-333, popularmente conocida como Carretera de Vera, es una carretera secundaria perteneciente a la red de carreteras de la Región de Murcia, en España.
Inicialmente fue renombrada como N-332-3 tras la inauguración de la AP-7 a su paso por Águilas. A principios de 2011 pasó a ser gestionada por el Gobierno de la Región de Murcia, pasando así a denominarse RM-333. No obstante, en algunos mapas de carreteras persiste la nomenclatura N-332-3, especialmente aquellos emitidos antes de 2015.
De igual forma, el trazado restante de la N-332 desde la provincia de Almería, fue renombrado como A-332 hasta Cuevas del Almanzora tras ser cedida su gestión a la Junta de Andalucía.

## Historia
La carretera pertenecía pertenecía a la antigua N-332, perteneciente a la Red de Carreteras del Estado. A raíz de la inauguración del tramo entre Vera y Cartagena de la Autopista del Mediterráneo (AP-7) en 2007, el tramo entre el límite regional entre Andalucía y la Región de Murcia y la RM-11 en Águilas la Autopista del Mediterráneo bordeando el casco urbano de Águilas para continuar por lo que fue en día su trazado, actualmente, parte de él, la RM-11 hasta la salida 22 de esta misma para continuar como RM-332 hasta Cartagena y proseguir su recorrido como AP-7 durante el resto de la Región.

## Recorrido
Comienza donde finaliza la RM-11, en la rotonda de acceso a Águilas, llamada popularmente rotonda del escudo, bordeando así el casco urbano para luego continuar por la urbanización Calarreona y circundando las playas hasta la provincia de Almería.